# Charles Martin Smith

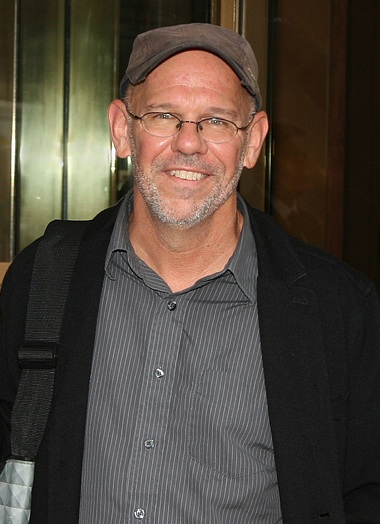
Charles Martin Smith (2008)

Charles Martin Smith (* 30. Oktober 1953 in Van Nuys, Kalifornien) ist ein US-amerikanischer Schauspieler und Regisseur.

## Leben und Leistungen
Smith absolvierte 1970 die Grover Cleveland High School in Reseda, Kalifornien. Dort wurde er von einem Talentsucher während einer Amateurvorstellung entdeckt, als er Sancho Panza in „Man of La Mancha“ spielte.
Er spielte in den Filmen American Graffiti (als Terry „Froschauge“ Fields), Starman, The Untouchables – Die Unbestechlichen, The Hot Spot – Spiel mit dem Feuer und I Love Trouble – Nichts als Ärger mit.
Sein Debüt als Regisseur gab er 1986 mit dem Horrorfilm Ragman. Smith führte Regie bei einigen Episoden der Fernsehserie Space 2063, außerdem inszenierte er beispielsweise eine Episode von Buffy – Im Bann der Dämonen. Beim Abenteuerfilm The Snow Walker – Wettlauf mit dem Tod (2003) führte er Regie und schrieb das Drehbuch, für diese Arbeit wurde er 2004 sowohl als Drehbuchautor wie auch als Regisseur für den Genie Award nominiert. Er wurde außerdem 2004 in zwei Kategorien für den kanadischen Leo Award nominiert und gewann den kalifornischen Method Fest Award. Für seine Hauptrolle im Fernsehfilm The Last Casino (2004) wurde er 2005 für den Gemini Award nominiert.

## Filmografie (Auswahl)

### Als Schauspieler
- 1973: American Graffiti
- 1973: Pat Garrett jagt Billy the Kid (Pat Garrett and Billy the Kid)
- 1974: Vier Vögel am Galgen (The Spikes Gang)
- 1974: Petrocelli (A covenant with evil, Fernsehserie, Folge 1x13)
- 1974: Die Straßen von San Francisco (The Streets of San Francisco, Fernsehserie, Folge 2x17)
- 1977: The Hazing
- 1977: Der Mann in den Bergen (The Life and Times of Grizzly Adams, Fernsehserie, Folge 1x08)
- 1978: Die Buddy Holly Story (The Buddy Holly Story)
- 1979: The Party is over… Die Fortsetzung von American Graffiti (More American Graffiti)
- 1980: Herbie dreht durch (Herbie Goes Bananas)
- 1983: Wenn die Wölfe heulen (Never Cry Wolf)
- 1984: Starman (John Carpenter´s Starman)
- 1987: The Untouchables – Die Unbestechlichen (The Untouchables)
- 1989: Die Experten (The Experts)
- 1990: The Hot Spot – Spiel mit dem Feuer (The Hot Spot)
- 1992: Jenseits der weißen Linie (Deep Cover)
- 1993: Partners (Kurzfilm)
- 1994: Visitors – Besucher aus einer anderen Welt (Roswell, Fernsehfilm)
- 1994: I Love Trouble – Nichts als Ärger (I Love Trouble)
- 1994: Sprachlos (Speechless)
- 1995: Das perfekte Alibi (Perfect Alibi)
- 1995: The Final Cut – Tödliches Risiko (The Final Cut)
- 1995: Akte X – Die unheimlichen Fälle des FBI (The X-Files, Fernsehserie, Folge 2x22)
- 1997: Beast – Schrecken der Tiefe (The Beast)
- 1998: Deep Impact
- 1998: Kollision am Himmel (Blackout Effect)
- 2002: Dead Heat – Tödliches Rennen (Dead Heat)
- 2004: The Last Casino
- 2005: Bermuda Dreieck – Tor zu einer anderen Zeit (The Triangle)
- 2007: Glück im Spiel (Lucky You)
- 2008: Jack & Jill gegen den Rest der Welt (Jack and Jill vs. the World)
- 2009: Leverage (Fernsehserie, Folge 2x01)
- 2010: Psych (Fernsehserie, Folge 5x03)
- 2014: Mein Freund, der Delfin 2 (Dolphin Tale 2)
- 2015: Motive (Fernsehserie, Folge 3x12)

### Als Regisseur
- 1986: Ragman (Trick or Treat)
- 1991: Boris & Natasha – Dümmer als der CIA erlaubt (Boris and Natasha, Fernsehfilm)
- 1992: Double Force (Fifty/Fifty)
- 1995–1996: Space 2063 (Space: Above and Beyond, Fernsehserie, 3 Folgen)
- 1997: Buffy – Im Bann der Dämonen (Buffy the Vampire Slayer, Fernsehserie, Folge 1x01)
- 1997: Air Bud – Champion auf vier Pfoten (Air Bud)
- 2002: Roughing It (Fernsehfilm)
- 2003: The Snow Walker – Wettlauf mit dem Tod (The Snow Walker)
- 2004: Da Vinci’s Inquest (Fernsehserie, Folge 6x09)
- 2005: Frederick Forsyth: Das schwarze Manifest (Frederick Forsyth’s Icon, Fernsehfilm)
- 2005–2006: Da Vinci’s City Hall (Fernsehserie, 2 Folgen)
- 2006: Intelligence (Fernsehserie, Folge 1x05)
- 2008: Die Jagd nach dem Stein des Schicksals (Stone of Destiny)
- 2011: Mein Freund, der Delfin (Dolphin Tale)
- 2013–2016: Motive (Fernsehserie, 3 Folgen)
- 2014: Mein Freund, der Delfin 2 (Dolphin Tale 2)
- 2019: Die unglaublichen Abenteuer von Bella (A Dog’s Way Home)
- 2020: Ein Geschenk von Bob (A Christmas Gift from Bob)

### Als Drehbuchautor
- 2003: The Snow Walker – Wettlauf mit dem Tod (The Snow Walker)
- 2004: The Clinic (Fernsehfilm)
- 2008: Die Jagd nach dem Stein des Schicksals (Stone of Destiny)
- 2014: Mein Freund, der Delfin 2 (Dolphin Tale 2)